# Philodicus meridionalis
Philodicus meridionalis là một loài ruồi trong họ Asilidae. Philodicus meridionalis được Ricardo miêu tả năm 1921. Loài này phân bố ở miền Ấn Độ - Mã Lai.